# Governesses' Benevolent Institution
Governesses' Benevolent Institution var en brittisk välgörenhetsorganisation, grundad 1841. Det var den första föreningen för guvernanter i Storbritannien. 
1841 var guvernant en av få yrken tillgängliga för kvinnor ur över- och medelklassen som saknade pengar och var tvungna att försörja sig själva. Det hade blivit ett mycket vanligt yrke sedan andra hälften av 1700-talet, men arbetsförhållandena var oreglerade och dåliga, lönerna låga och många guvernanter blev utblottade när de inte längre kunde arbeta. 
Föreningen grundade en formell utbildning för guvernanter, upprättade ett register för guvernanter, startade en sparbank för bidrag till nödställda guvernanter och grundade ett pensionshem, Asylum for Aged Governesses. 
I början av 1900-talet började antalet guvernanter minska snabbt genom införandet av ett allmänt skolsystem och föreningen bytte namn till att bli en förening för kvinnliga lärare i allmänhet. Den drev ålderdomshem för lärare till in på 2000-talet. Det upplöstes 2017. 